# Unione statistica comuni italiani

## Natura Giuridica
L'Unione statistica dei comuni italiani (in acronimo USCI) è una Associazione di diritto privato senza fini di lucro, alla quale aderiscono i Comuni, rappresentati dai responsabili dei loro Uffici di statistica.

## Funzioni
Le principali finalità dell’USCI, nel rispetto dei principi della statistica ufficiale e dei codici deontologici della ricerca statistica e scientifica, sono:
- rappresentare gli Uffici comunali di statistica nell’ambito del Sistema statistico nazionale (Sistan)
- promuovere lo sviluppo e l’integrazione del Sistan
- promuovere la collaborazione, gli scambi informativi e il confronto di esperienze, per migliorare la produzione, la diffusione e l’impiego dell'informazione statistica ufficiale a livello locale
- favorire, sviluppare e divulgare la cultura statistica, promuovere la realizzazione dei sistemi informativi statistici e le attività di ricerca ed analisi statistiche presso le autonomie locali
- sviluppare rapporti di collaborazione con altre Associazioni operanti nel campo delle autonomie locali, della statistica e della ricerca, a livello nazionale e internazionale, in particolare con l’ANCI, con l’ISTAT e con altri enti pubblici
- offrire supporto, formazione e consulenza tecnica ed organizzativa, in campo statistico

## Organi
Gli Organi dell’Associazione sono:
a) L’Assemblea degli Associati
b) Il Presidente. Attualmente il Presidente dell’USCI è Girolamo D'Anneo (Comune di Palermo), eletto dall'Assemblea dei Soci il 10 aprile 2024. Il Presidente ha nominato due Vice Presidenti: Simona Coccetta (Comune di Terni, con funzioni vicarie) e Roberto Samar (Comune di Gorizia)
| dal  | al   | Presidente              | Comune        |
| ---- | ---- | ----------------------- | ------------- |
| 1987 | 1998 | Alessandro Buzzi-Donato | Milano        |
| 1998 | 2003 | Paolo Arvati            | Genova        |
| 2003 | 2005 | Paolo Marras            | Trieste       |
| 2005 | 2005 | Enrico D'Elia           | Roma Capitale |
| 2005 | 2017 | Riccardo Innocenti      | Firenze       |
| 2017 | 2024 | Marco Trentini          | Brescia       |
| 2024 |      | Girolamo D'Anneo        | Palermo       |

c) Il Comitato di Direzione, composto da almeno dieci membri, eletti dall’Assemblea fra i rappresentanti dei Comuni associati, e presieduto dal Presidente
d) Il Collegio dei revisori dei conti
Il Comitato di Direzione dell’USCI ha inoltre nominato un Comitato scientifico, preposto alla preparazione e organizzazione delle iniziative pubbliche dell’Associazione, in particolare del Convegno annuale, in collaborazione con il Comune ospitante e con gli altri Organi dell’Associazione. Attualmente il Coordinatore del Comitato scientifico è Marco Trentini, già Presidente dell’USCI dal 2017 al 2024.

## Soci
Aderiscono all’USCI numerosi Comuni italiani, di ogni dimensione demografica. Fra i Comuni capoluogo di Città Metropolitana, sono soci dell’USCI: Roma Capitale, Milano, Palermo, Bologna, Firenze, Bari, Cagliari, Reggio Calabria, Messina e Catania. Fra i Comuni capoluogo di Provincia, sono soci dell’USCI: Alessandria, Ancona, Aosta, Arezzo, Brescia, Brindisi, Catanzaro, Como, Cosenza, Cremona, Cuneo, Gorizia, Grosseto, Imperia, Latina, Lecce, Lecco, Livorno, Lodi, Macerata, Matera, Modena, Monza, Novara, Olbia, Padova, Parma, Pavia, Perugia, Piacenza, Pisa, Pistoia, Potenza, Prato, Rovigo, Sassari, Savona, Siena, Sondrio, Terni, Trento, Treviso, Trieste, Udine, Verona e Vicenza.

## Attività
L’USCI organizza ogni anno, in collaborazione con il Comune ospitante, un Convegno annuale, con la partecipazione dei massimi esponenti, non solo istituzionali, della statistica italiana. Sul sito internet dell’Associazione sono pubblicati gli speciali dedicati a ciascun Convegno, da cui è possibile scaricare il programma e gli interventi.
L’USCI organizza anche, sempre in collaborazione con il Comune ospitante, Seminari su specifici temi di interesse statistico, quali ad esempio i prezzi al consumo, gli archivi amministrativi, il Censimento permanente della popolazione.
L’USCI partecipa, con propri rappresentanti, ai lavori del Comitato consultivo per il Censimento permanente della popolazione, istituito dall’Istat, e ai Circoli di Qualità dell’Istat, in cui vengono discusse le rilevazioni statistiche del Programma statistico nazionale
Altri appuntamenti che per l’USCI rivestono particolare importanza sono la Conferenza Nazionale di Statistica e StatisticAll - il Festival della Statistica e della Demografia, in occasione dei quali l’Associazione è presente con contributi tecnici e scientifici con l’esperienza dei Comuni soci.